# Агада (село)
Агада (авар. Агъа́да) — село в Гунибском районе Дагестана. Входит в состав сельского поселения Сельсовет Тлогобский.

## География
Расположено в 10 км к северо-западу от районного центра с. Гуниб, на р. Кудиябор (бассейн р. Кунада).

## Население
| 1926 | 1939 | 1970 | 1989 | 2002 | 2010 | 2021 |
| ---- | ---- | ---- | ---- | ---- | ---- | ---- |
| 35   | ↗63  | ↘44  | ↗49  | ↗111 | ↘42  | ↗101 |